# 静電誘導サイリスタ
静電誘導サイリスタ（せいでんゆうどうサイリスタ、英語: Static induction thyristor (SITh)）とは、高周波特性を改善した電力用半導体素子である。

## 概要
東北大学の西澤潤一によって開発された。
高周波で低損失でON-OFFが可能で増幅作用はない。その特性上、電動機の可変電圧可変周波数制御や周波数変換などに使用される。

## 構造
トリガ電圧が低く、ターンオフが速やかで自己制御型のGTOのようなON-OFF素子で東洋電機によって1988年に発売された。静電誘導素子の一種で高出力、高周波数の電力用半導体素子である。実質的にはp+の電極状のゲート構造を備えたp+nn+ダイオードである。素子の構造はアノード側に付加されたp+層以外は概ね静電誘導トランジスタと同じ。
通常は導通状態でOFFにするためには負の電圧を付加する必要がある。静電誘導サイリスタの導通状態はPINダイオードの挙動に似る。

## 特許
- アメリカ合衆国特許第 3,896,484号
- アメリカ合衆国特許第 4,673,961号
- アメリカ合衆国特許第 4,772,926号
- アメリカ合衆国特許第 4,816,891号
- アメリカ合衆国特許第 4,872,044号
- アメリカ合衆国特許第 4,935,798号
- アメリカ合衆国特許第 4,984,049号
- アメリカ合衆国特許第 5,001,535号